# アドリアーン・ファン・ローエン

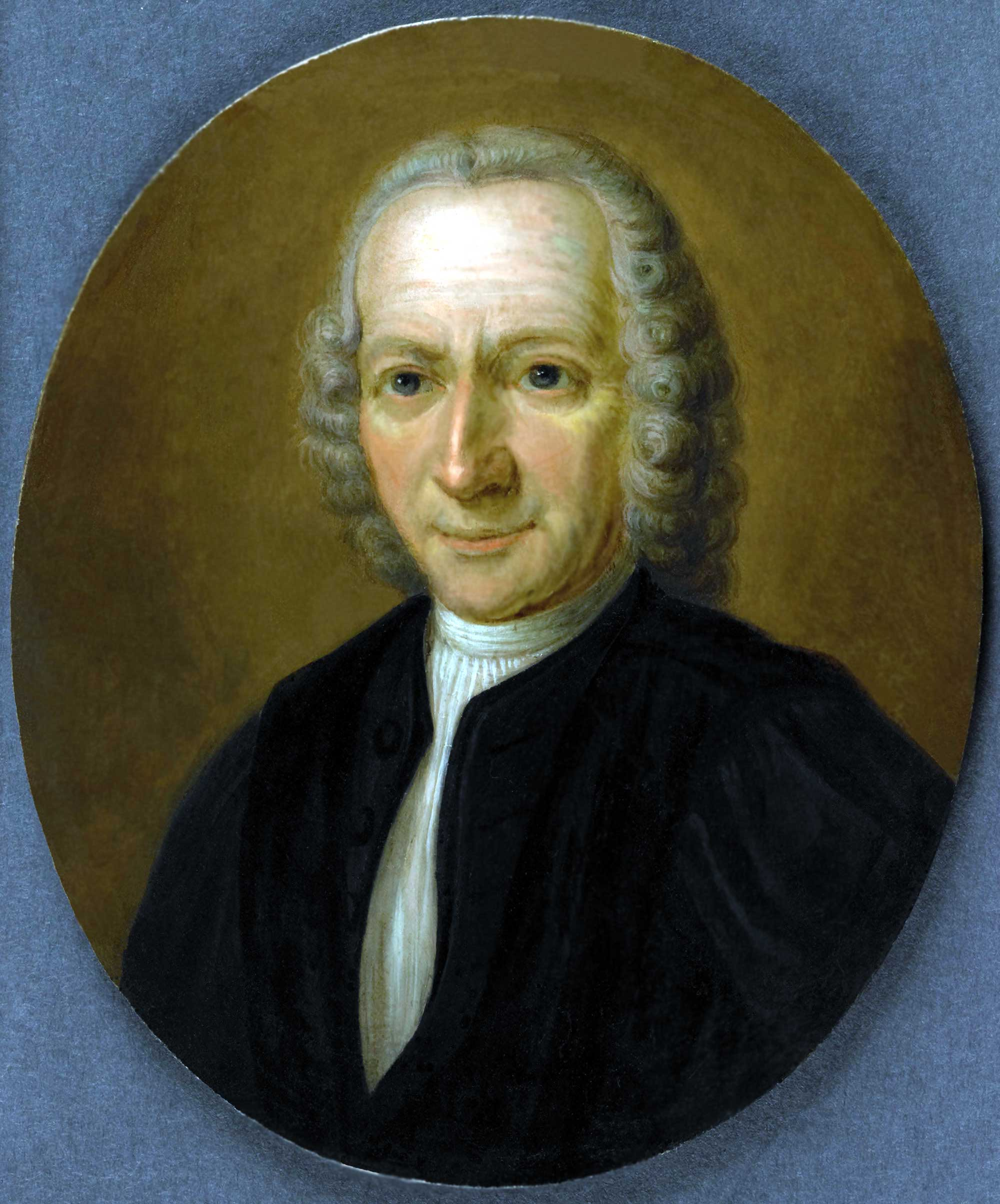
Adriaan van Royen

アドリアーン・ファン・ローエン（Adriaan van Royen、1704年11月11日 - 1779年2月28日）は、オランダの医師、植物学者である。

## 生涯
ライデンに生まれた。ライデン大学でヘルマン・ブールハーフェに植物学と医学を学んだ。1728年に医学の学位をとり、1729年に植物学の教員となった。1729年にブールハーフェの後をついで、ライデン植物園（Hortus botanicus Leiden）の園長に任じられた。1732年に植物学と医学の教授になり、1754年まで、教授、植物園長の職を続けた。その後植物園長の職は甥のダヴィッド・ファン・ローエン（David van Royen）に引き継がれた。1775年までライデン大学の植物学の教授を続けた。ライデン大学の学長も務めた。
ファン・ローエンが園長を務めていた1736年にライデン植物園は2230m2から7165m2に拡張され、アムステルダム植物園、ユトレヒト植物園に並ぶものになり、植物学、医学の教育に利用された。1736年に植えられたマメガキ（伝説のロートスの木に由来する学名を持つ）は現在も育っている。
カール・フォン・リンネと同時代の植物学者で、リンネは1735年と1738年の間にたびたびライデン植物園を訪れた。1737年の冬から1738年にかけて、リンネはファン・ローエンの家に滞在し、植物園の展示方法について助言した。リンネによって、Royena （カキノキ、Diospyrosのシノニム）に献名された。